# Episodi di ParangNormal Activity (quarta stagione)
La quarta stagione della serie televisiva filippina #ParangNormal Activity, composta da 13 episodi, è stata trasmessa da TV5 dal 7 febbraio al 7 maggio 2016.
In Italia la serie è inedita.
| nº | Titolo originale | Titolo italiano | Prima TV USA     | Prima TV Italia |
| -- | ---------------- | --------------- | ---------------- | --------------- |
| 1  | Fright Nyt       |                 | 7 febbraio 2016  |                 |
| 2  | Vday Fright Nyt  |                 | 14 febbraio 2016 |                 |
| 3  | Sexy Ghost       |                 | 21 febbraio 2016 |                 |
| 4  | Halimaw sa dagat |                 | 28 febbraio 2016 |                 |
| 5  | Gagambabe        |                 | 6 marzo 2016     |                 |
| 6  | Inahas ni Third  |                 | 13 marzo 2016    |                 |
| 7  | Charlie vs Ahas  |                 | 20 marzo 2016    |                 |
| 8  | Scary Sabado     |                 | 2 aprile 2016    |                 |
| 9  | Franken Bride    |                 | 9 aprile 2016    |                 |
| 10 | Frog-ibig        |                 | 16 aprile 2016   |                 |
| 11 | Bloody Mary      |                 | 23 aprile 2016   |                 |
| 12 | Haunted Aparador |                 | 30 aprile 2016   |                 |
| 13 | Tnx 4 D Memories |                 | 7 maggio 2016    |                 |